# Afzelia pachyloba
Afzelia pachyloba é uma espécie vegetal da família Fabaceae.
Pode ser encontrada nos seguintes países: Angola, Camarões, República do Congo, República Democrática do Congo, Gabão e Nigéria.
Está ameaçada por perda de habitat.